# HV De Gazellen
De Gazellen was een handbalvereniging uit Doetinchem. In 2015 fuseerde De Gazellen samen met Apollo '70 en werden samen Artemis '15.

## Geschiedenis
In de jaren tussen 1975-1982 behoorde het eerste herenteam van De Gazellen behoorde bij de top van de Nederland en speelde eveneens mee op het Europese front. In de periode die volgde werden de successen wat minder, en degradeerde De Gazellen naar de eerste divisie. In 1998 werd gewerkt aan de terugkeer naar de landelijke eredivisie. En dat streven werd in 2001, zij het kortstondig, behaald. Het daarop volgende seizoen maakte de hoofdmacht van De Gazellen weer deel uit van de eerste divisie. Maar in het seizoen 2002/2003 mengden zij zich via de nacompetitie al weer in de strijd voor de eredivisie.

## Resultaten
Heren (1977 - 2007)
- 1977 3e
Hoofdklasse
- 1978 4e
Eredivisie
- 1979 4e
Eredivisie
- 1980 4e
Eredivisie
- 1981 3e
Eredivisie
- 1982 5e
Eredivisie
- 1983 9e
Eredivisie
- 1984 2e
Eerste divisie B
- 1985 7e
Eredivisie
- 1986 12e
Eredivisie
- 1987 3e
Eerste divisie A
- 1988 6e
Eerste divisie B
- 1989 11e
Eerste divisie B
- 1990
- 1991 2e
Tweede divisie B
- 1992
- 1993 1e
Eerste divisie A
- 1994 1e
Eerste divisie A
- 1995 9e
Eredivisie
- 1996 4e
Eerste divisie A
- 1997 5e
Eerste divisie A
- 1998 4e
Eerste divisie A
- 1999
Eerste divisie A
- 2000
- 2001 1e
Eerste divisie A
- 2002 11e
Eredivisie
- 2003 5e
Eerste divisie
- 2004 10e
Eerste divisie
- 2005 10e
Eerste divisie
- 2006 14e
Eerste divisie
- 2007 12e
Hoofdklasse B

- Eredivisie
- Eerste divisie
- Tweede divisie

## Erelijst
Heren
| Nationaal      |    |                           |
| Bekerwinnaar   | 1x | 1981/82                   |
| Eerste divisie | 3x | 1992/93, 1993/94, 2000/01 |